# کرم مرطوب‌کننده آبی

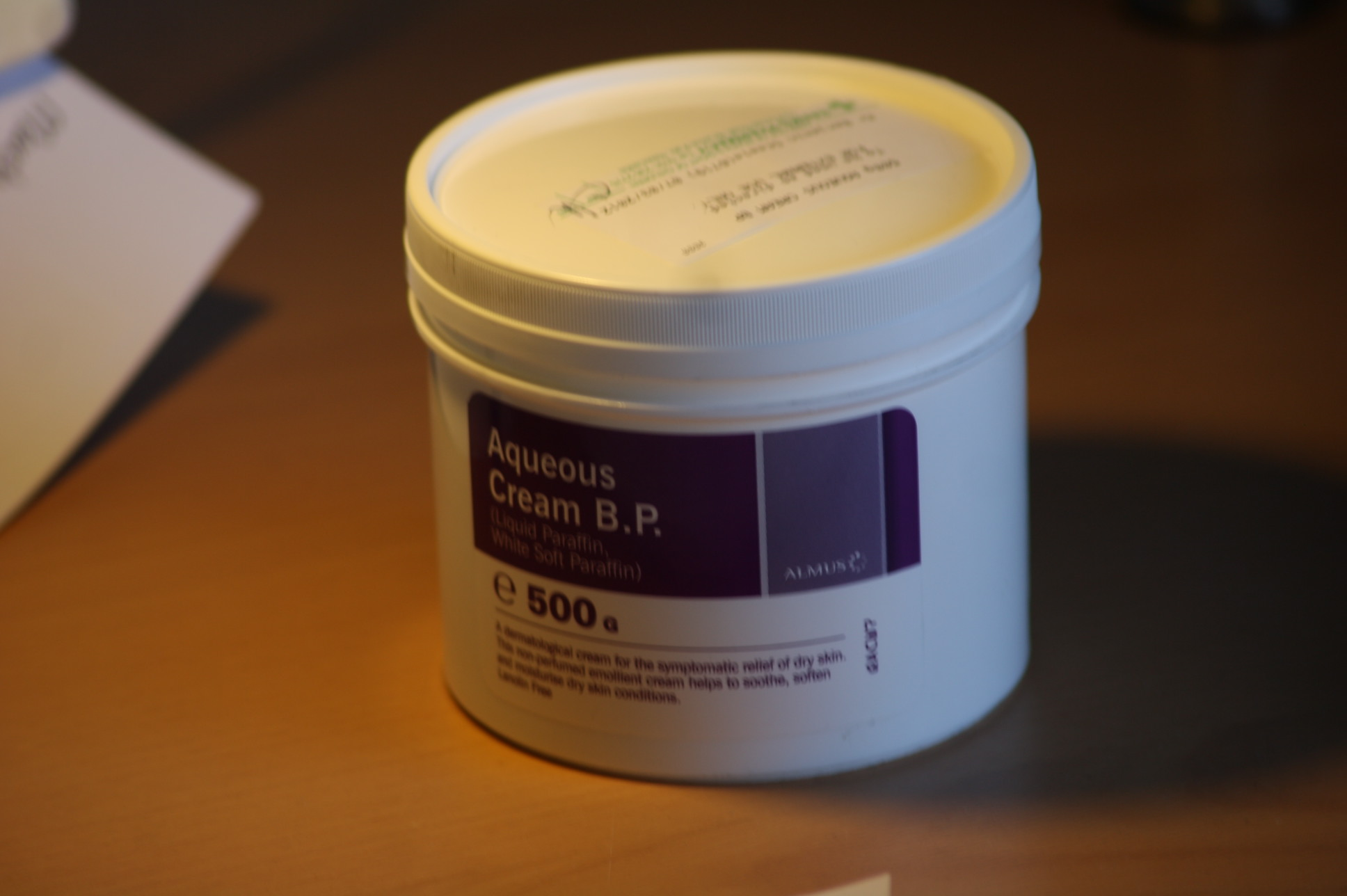
یک کرم مرطوب‌کننده آبی

کرم مرطوب‌کننده آبی (انگلیسی: Aqueous cream) که به عنوان سوربولن نیز شناخته می‌شود، یک امولسیون سبک بر پایه هیدروکربن است که به‌طور رسمی در فارماکوپه بریتانیا ثبت شده است و توسط فرمولار ملی بریتانیا به عنوان یک آماده‌سازی نرم‌کننده غیر اختصاصی طبقه‌بندی می‌شود. این محصول به عنوان یک داروی موضعی خارجی، مرطوب‌کننده نرم‌کننده و جایگزین عمومی برای لوازم آرایشی مانند صابون، ژل دوش، کرم اصلاح و بالم لب استفاده می‌شود.

## مواد تشکیل دهنده
ترکیبات رایج کرم مرطوب‌کننده آبی عبارتند از:
- هیدروکربن‌های مایع
- موم نرم سفید پارافین
- آب تصفیه شده
- موم امولسیون کننده حاوی سدیم لوریل سولفات
- ستوستئاریل الکل
- کلروکرزول

## تضادها
محققان بریتانیایی شواهدی پیدا کردند که نشان می‌دهد استفاده از این کرم برای مرطوب کردن نواحی مبتلا به اگزما ممکن است در واقع باعث تشدید این بیماری شود. آن‌ها پیشنهاد کردند که این به دلیل اثرات نازک‌کنندگی پوست یک ماده شوینده به نام سدیم لوریل سولفات است. انجمن ملی اگزما جایگزین‌هایی مانند موم نرم سفید پارافین یا سایر انواع نرم‌کننده‌ها را که حاوی مقادیر زیادی سدیم لوریل سولفات نیستند، توصیه می‌کند.